# グランド・セントラル駅
グランド・セントラル駅（Grand Central Station）はアメリカ合衆国のニューヨーク州ニューヨーク市マンハッタン区にあるターミナル駅である。正式名称はグランド・セントラル・ターミナル（Grand Central Terminal）。単に「Grand Central」とも。所在地はミッドタウンのパーク・アベニューと42丁目の地点である。
“マンハッタン3大ターミナル”（ほか2つはペンシルベニア駅、ポート・オーソリティ・バスターミナル）のうち最大のものである。駅近辺の鉄道はすべて地下を通っているため、44面67線の広大なプラットホームはすべて地下にある。

## 歴史
メトロノース鉄道のグランド・セントラル駅は、通勤列車が多く発着するターミナル駅で、地下に29面のホームと、46の発着番線を持つ。マンハッタンを代表する歴史的建造物である。
1871年10月にニューヨーク・セントラル・アンド・ハドソン・リバー鉄道、ニューヨーク・ハーレム鉄道そしてニューヨーク・アンド・ニューヘイブン鉄道により旧駅施設（グランド・セントラル・デポ, Grand Central Depot）が完成・開業した。この駅舎はJohn B. Snookが設計し、コーネリアス・ヴァンダービルトによる融資で建設された。

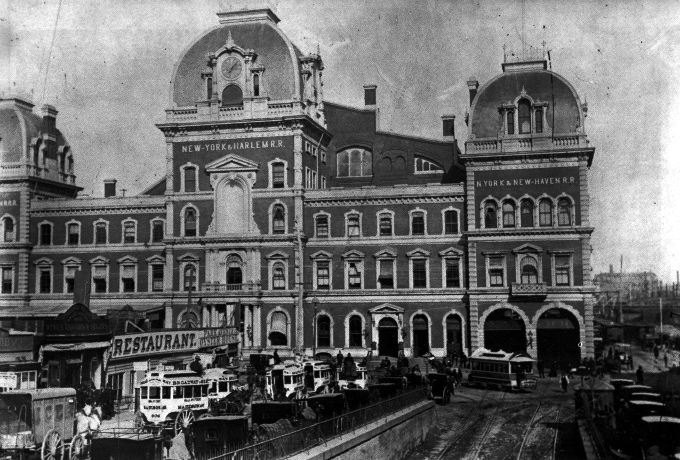
初代駅舎　1880年
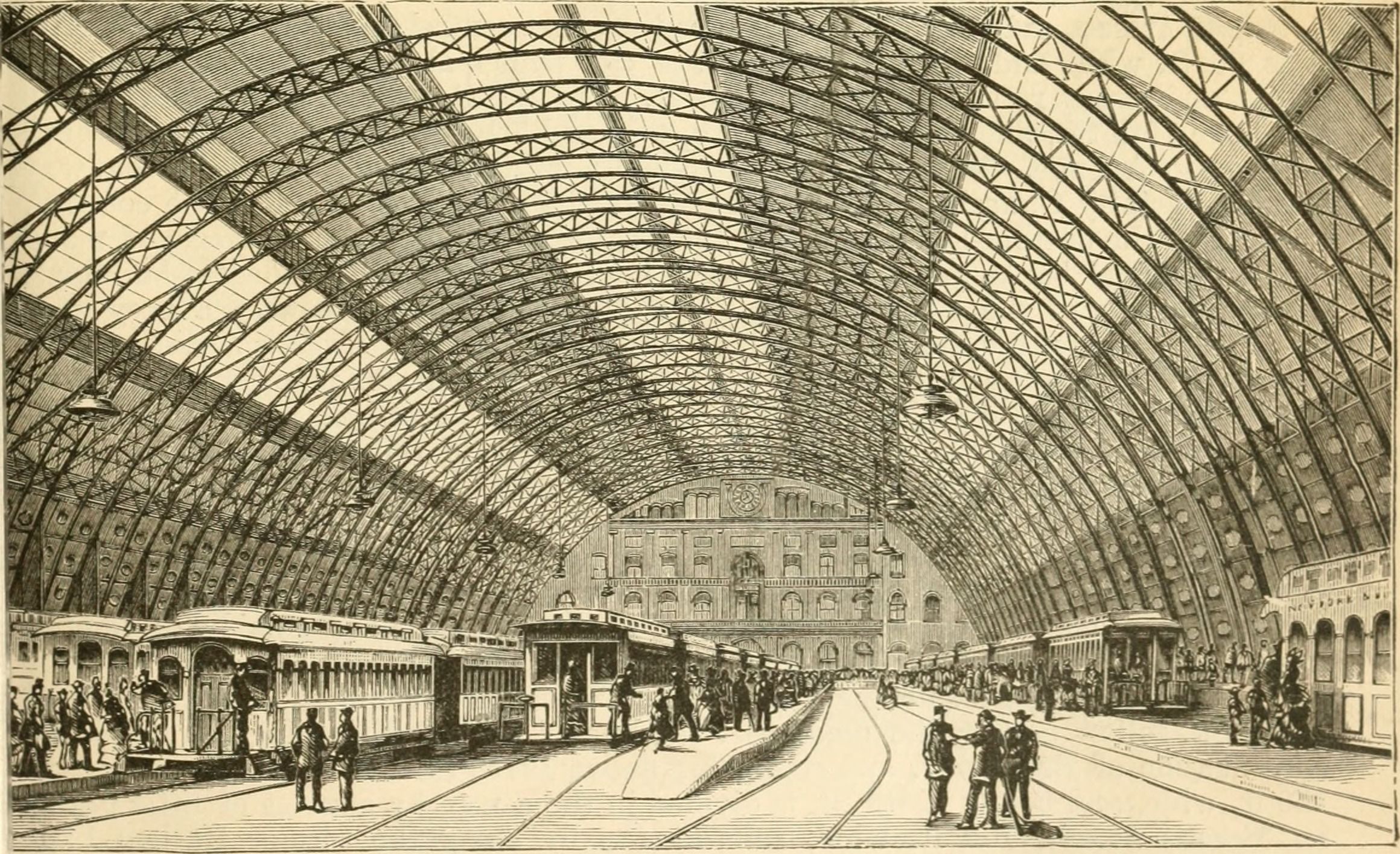
グランド・セントラル・デポのプラットフォームと、その上を覆うトレインシェッド　1876年
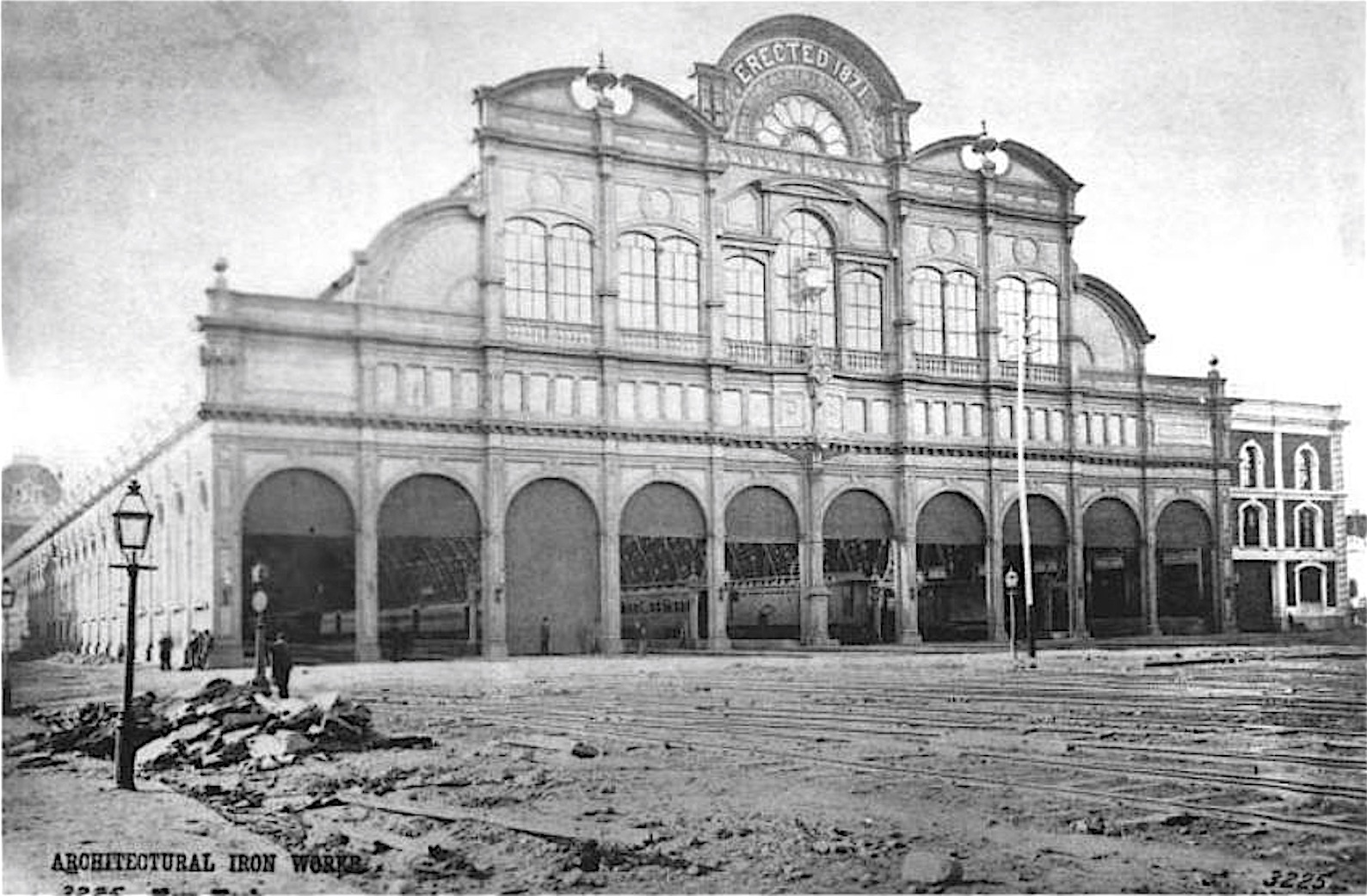
トレインシェッドの北側外観。当時は地上駅だった

1899年から1900年にかけて、駅舎の大規模改装が行われた。プラットフォームとその上のトレインシェッド以外の建物はすべて建て直され、3階建てから6階建になり、ファサードも全面的に新しいデザインとなった。この二代目駅舎の設計者は鉄道建築家のBradford Gilbertであった。この新しく改装された駅施設はグランド・セントラル・ステーション (Grand Central Station) と改名された。

二代目駅舎　1902年頃
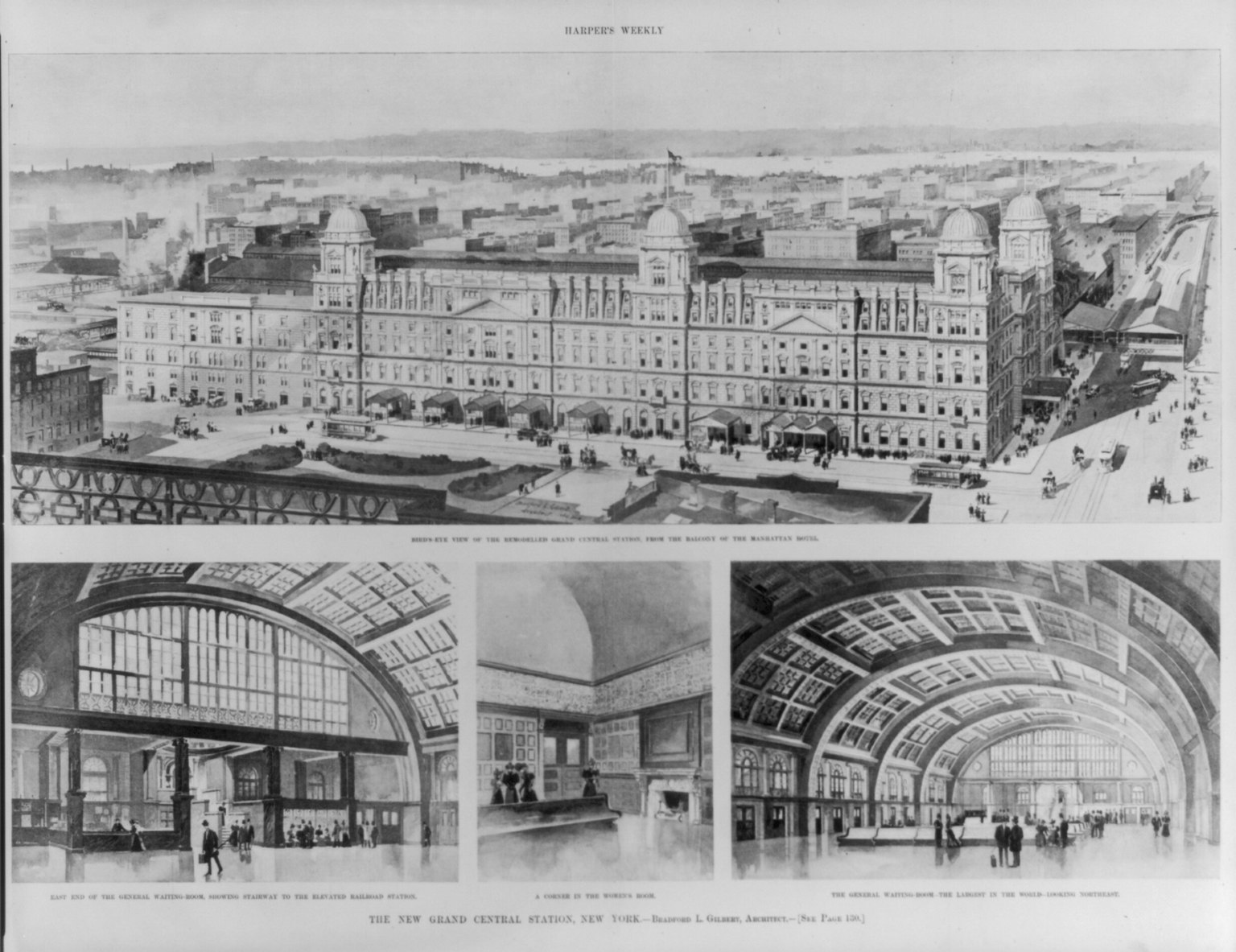
二代目駅舎　1900年頃の案内図
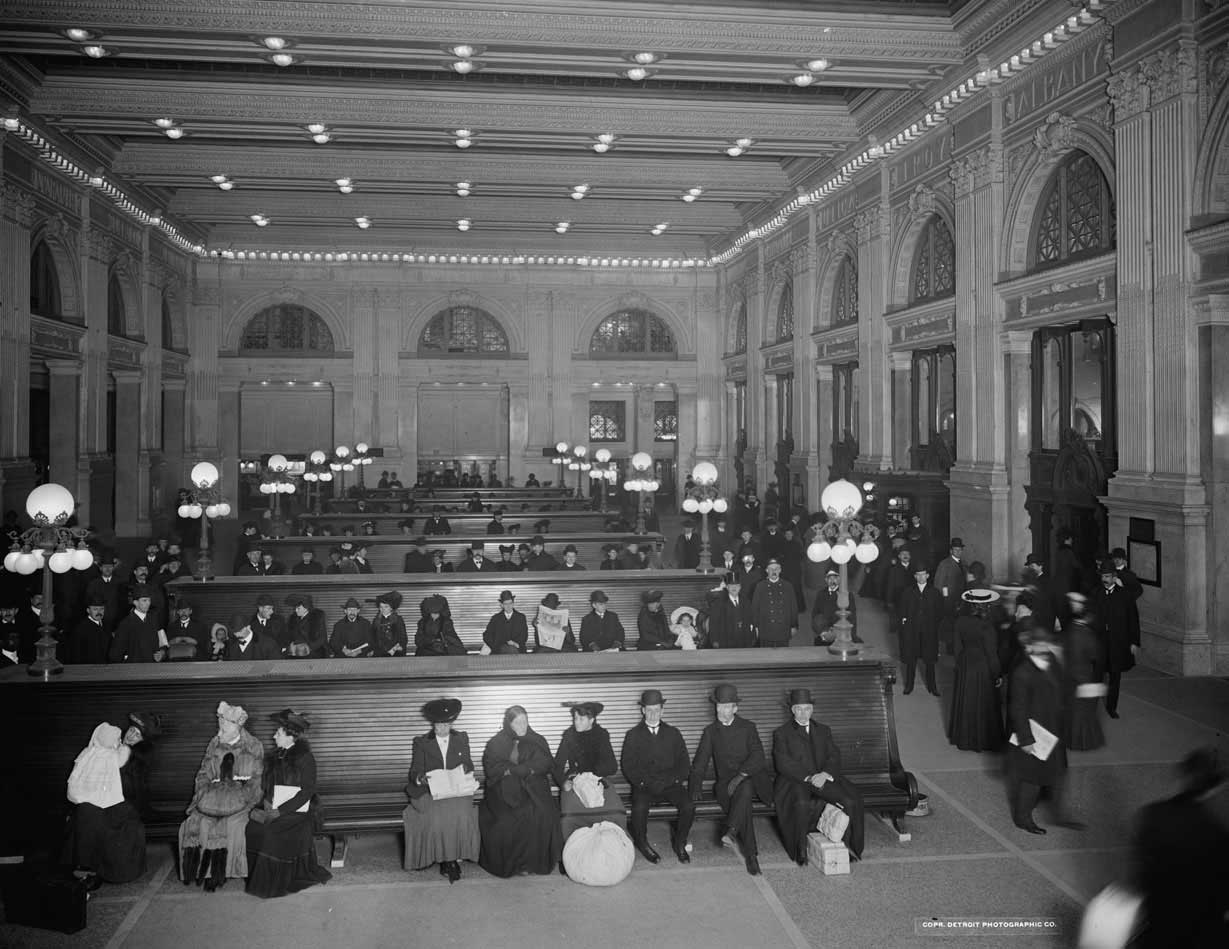
建物内部のコンコース　1904年頃

1903年にプラットフォームと車両基地を地下に移設する工事が始まり、パークアベニューの真ん中に敷かれていた線路も数キロに渡って地下化された。同時に鉄道の電化も行われた。続いて新駅舎の建設に取り掛かった。ライバルのペンシルバニア鉄道が1901年からペンシルバニア駅の駅舎の建設を進めていたため、より豪華な建物を目指していた。駅の地下化により空き地となった地上部を再開発用地として売却し、この費用にあてた。駅舎は、コンペで選ばれたReed and StemおよびWarren and Wetmoreによって設計された、古典主義風のボザール様式（アメリカン・ボザール）の建築物である。1913年2月1日、三代目の現駅舎が完成した。

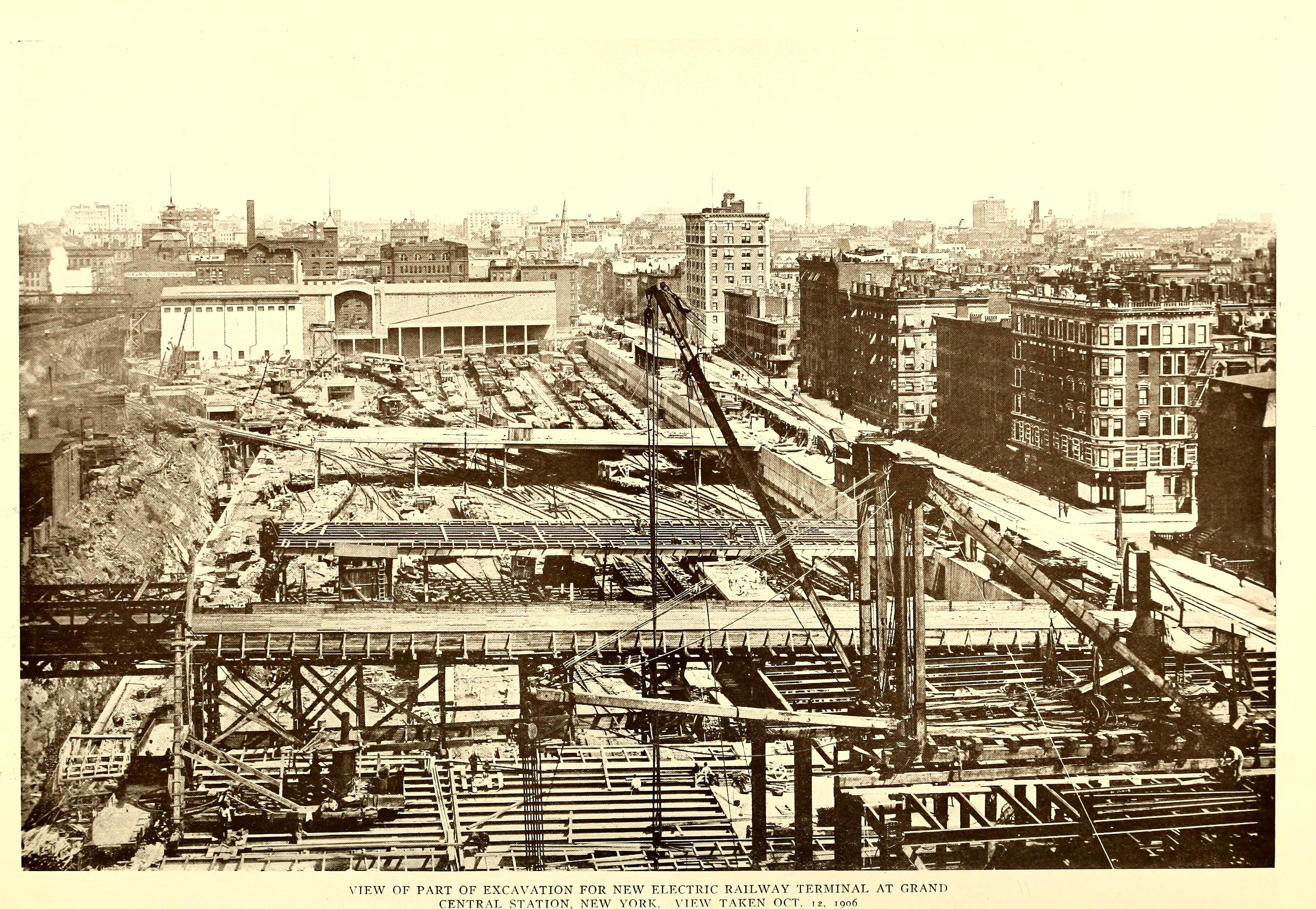
プラットフォームの地下化工事　1907年
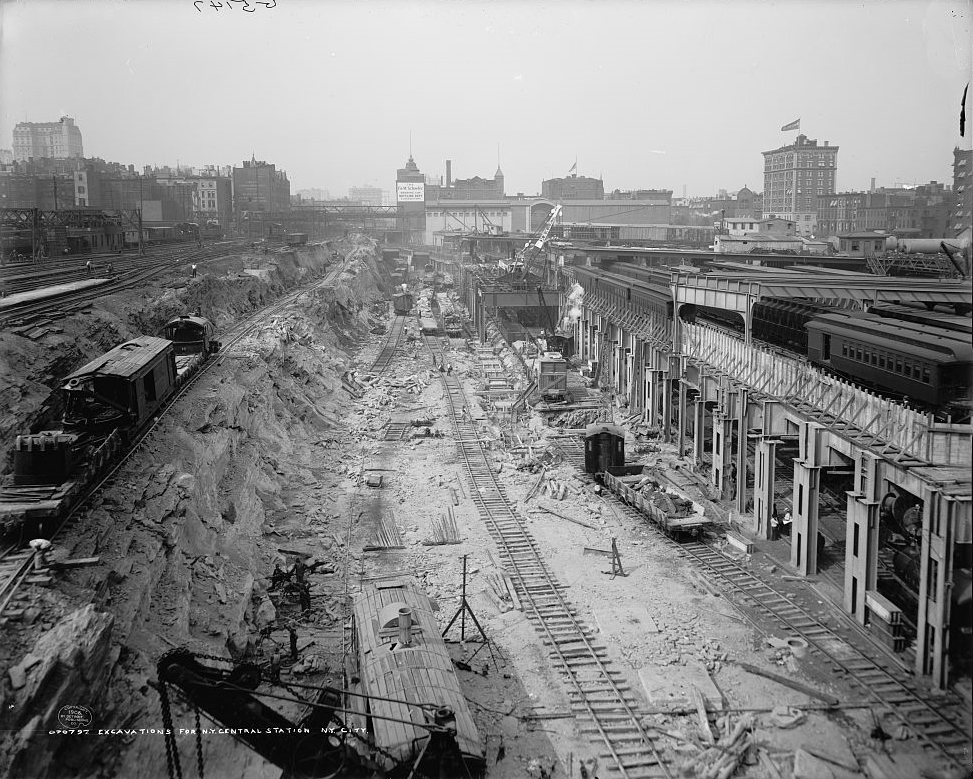
プラットフォームの地下化工事　1908年頃
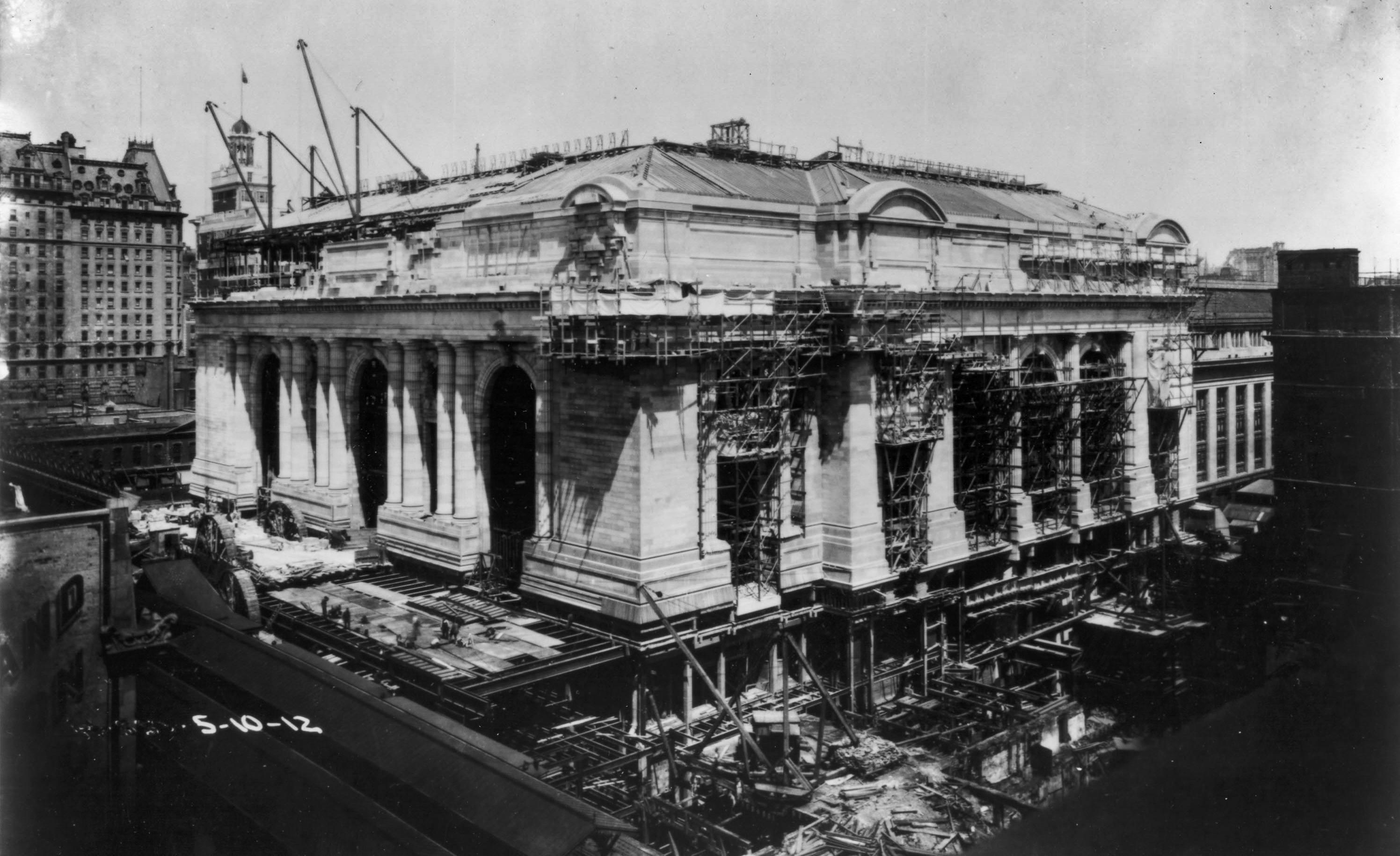
三代目駅舎の建設工事　1912年
地下のサバーバン・コンコースに続くスロープ　1910年代
開業直後の駅舎内のレストラン
パークアベニューに面した駅正面　1919年
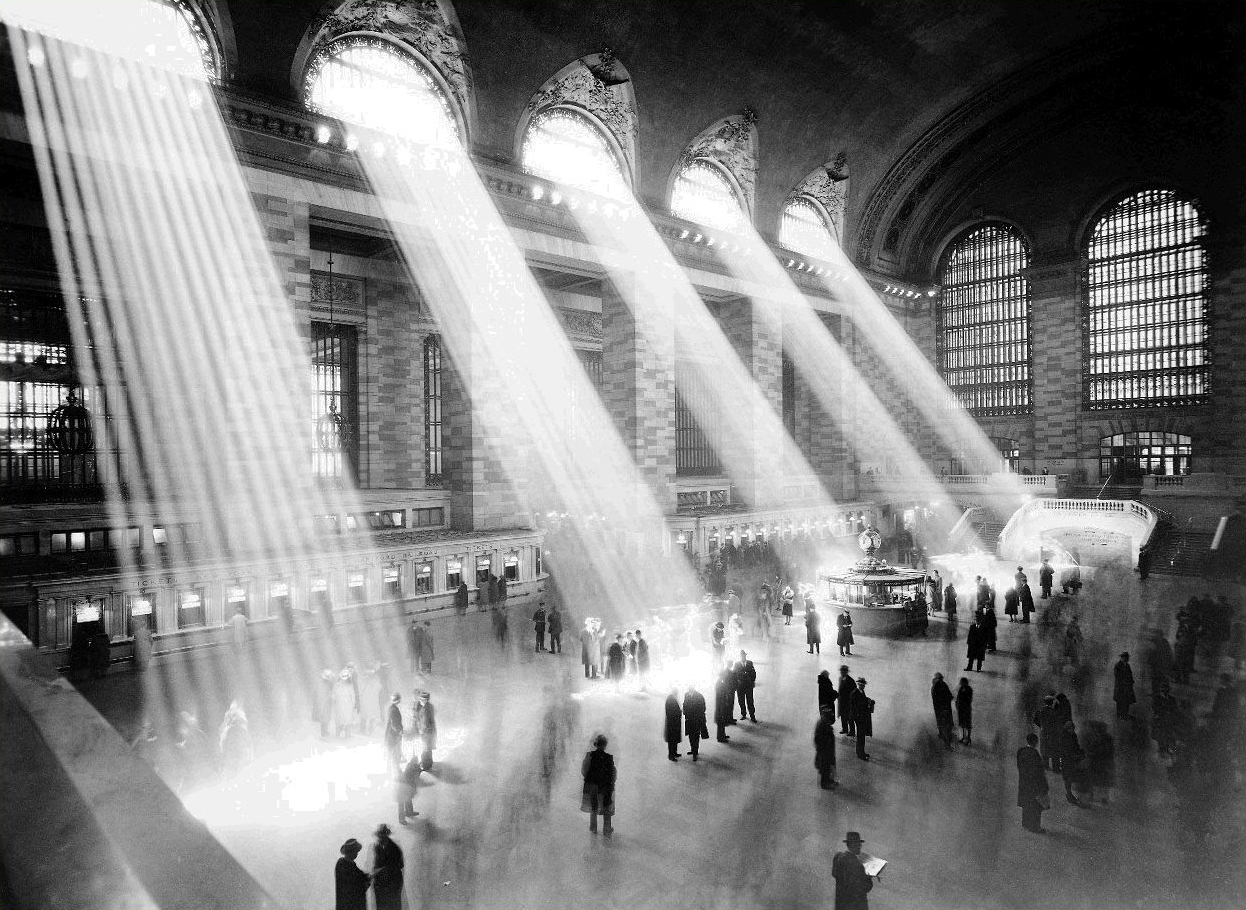
三代目駅舎のメインコンコースに降り注ぐ光　1930年代後半頃
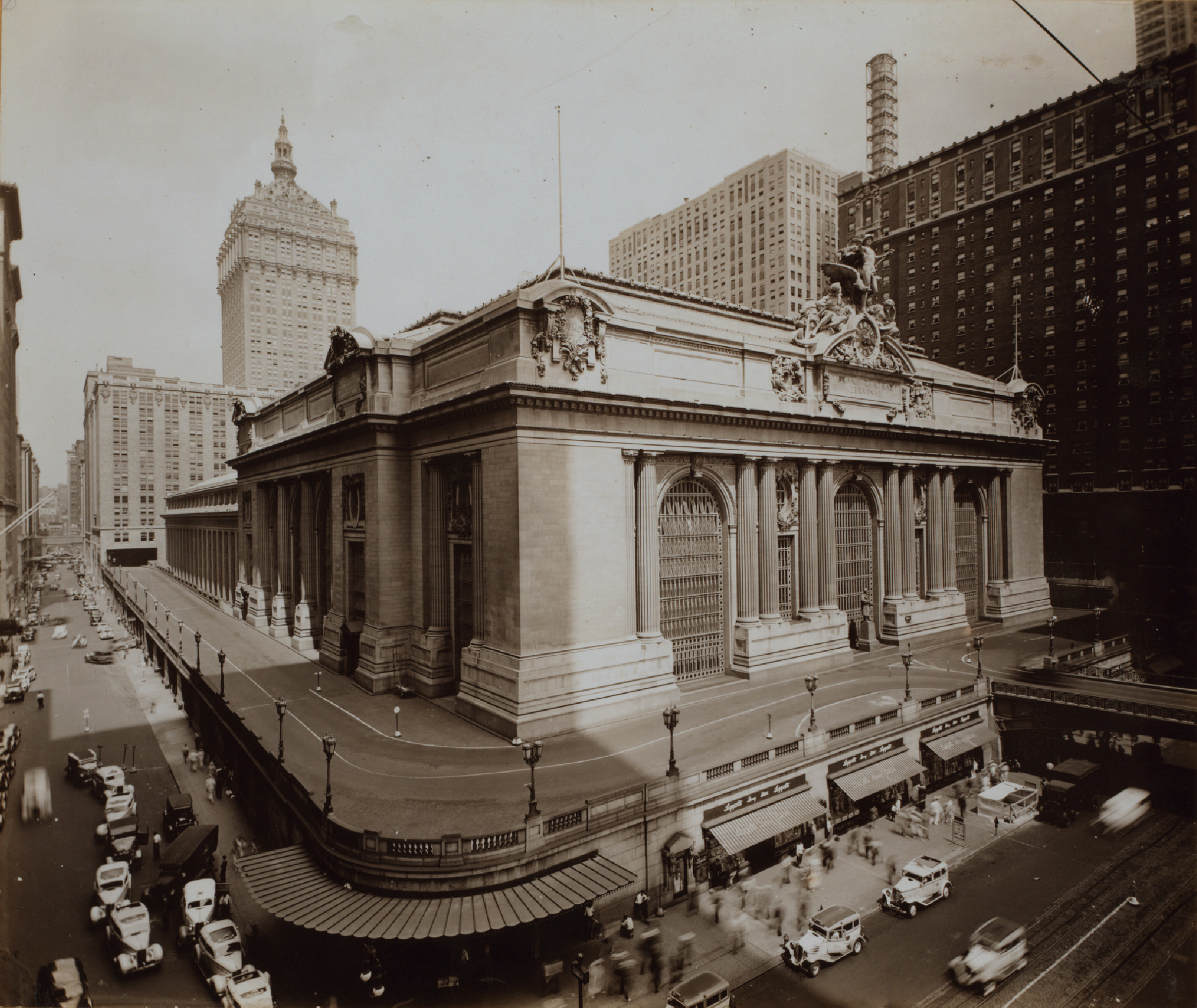
三代目駅舎　1936年（連邦作家計画の一環として撮影された写真）
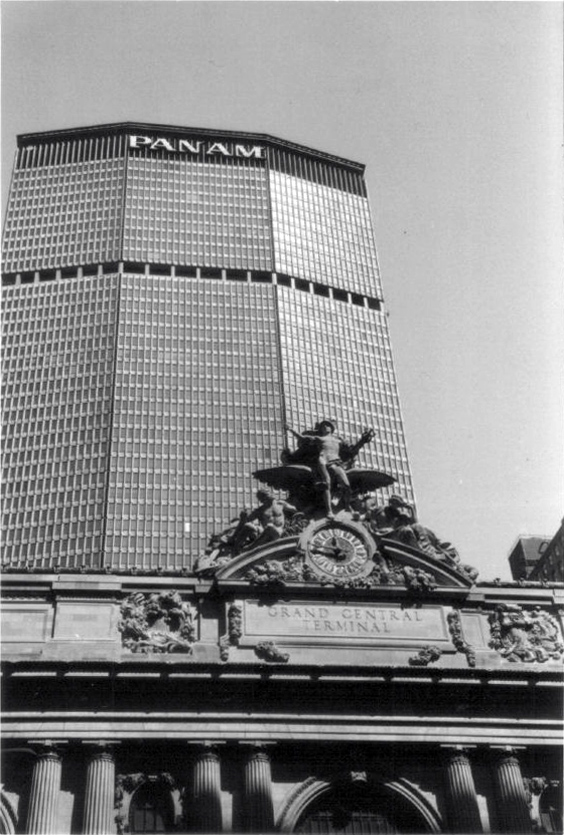
駅舎北側に建ったパンナムビル（現メットライフビル）
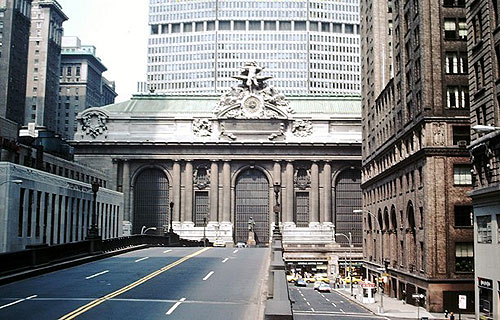
パークアベニューに面した駅正面　1976年
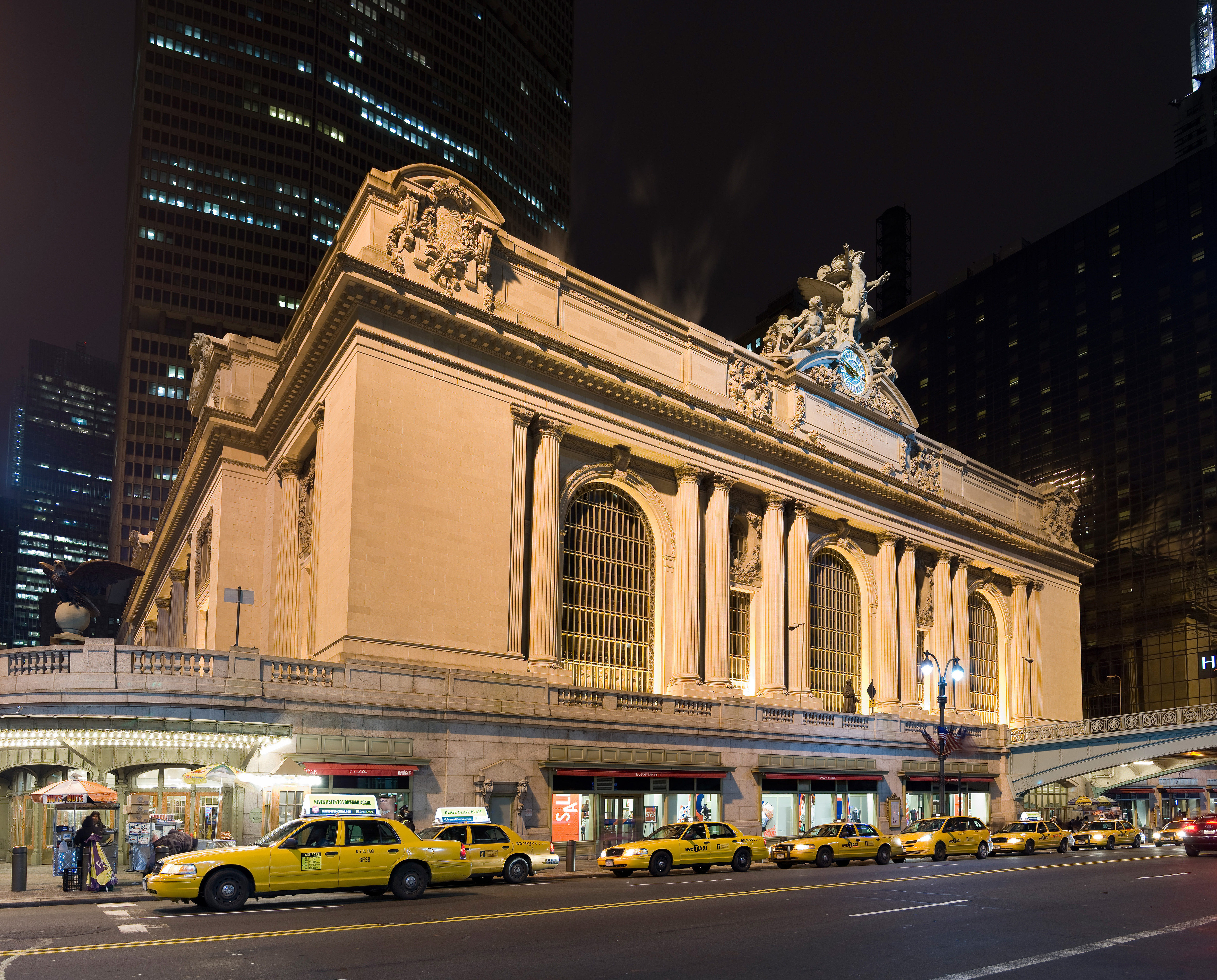
夜の三代目駅舎

第二次世界大戦後は鉄道の利用者が減少傾向となり、多くの鉄道会社が赤字経営となった。このため不動産の有効利用が活発となった。1963年、ペンシルバニア鉄道は多くの反対を押し切り荘厳なボザール建築の旧ペンシルバニア駅舎を解体して、多目的用途の駅ビル、マディソン・スクエア・ガーデンを建設した。この出来事は歴史建造物保存の機運が高まる結果となった。ニューヨーク・セントラル鉄道も1966年にグランドセントラル駅舎を解体して高層ビルに建て替える再開発計画を発表したが、ニューヨーク市やジャクリーン・ケネディ・オナシスなどが反対し、連邦最高裁判所まで争った末に、計画は撤回された。
1991年には、長距離旅客列車の運行を担うアムトラックの列車のうち唯一グランドセントラル駅に発着していたエンパイア回廊（Empire Corridor、NYC～オルバニー～バッファロー）の列車がエンパイア接続線（Empire Connection）の開通でペンシルバニア駅に移され、それ以降はメトロノース鉄道の中近距離列車のみがこの駅から発着している。　
1998年に内装をリニューアルし、1999年8月18日には、45丁目から48丁目とパーク・アベニューまでの拡張であるグランド・セントラル・ノースが開業した。
2013年2月1日に駅舎生誕100周年を迎え、記念式典が開かれた。また併せて2014年に駅舎生誕100周年を迎える日本の東京駅と姉妹提携を結ぶことも発表された。日米両駅で姉妹提携を結ぶのは初めてである。
現在、2021年から2023年の開業を目標に、ロングアイランド鉄道の同ターミナルへの乗り入れ工事が進行中である。（イースト・サイド・アクセス参照）

## 駅構造
乗り場
44面のプラットホームがあり、単一の駅としては世界最大である。駅構内の位置に応じて線路番号が割り振られており、67の線路は通常の旅客用である。上階には42の線路があり、1番線から10番線は現在は留置線として用いられている。旅客用は東から西に11番線から42番線である。22番線から31番線は1990年代にグランド・セントラル・ノースのコンコース建設のために取り壊された。12番線は11番線から13番線の間のプラットホームを拡張する際に撤去された。14番線はゴミ運搬用の列車専用となっている。下階には東から西に100番線から126番線の27線が存在する。現在、102-112番線と114-116番線が旅客専用である。奇数番の線路は東側に、偶数番の線路は西側にある。

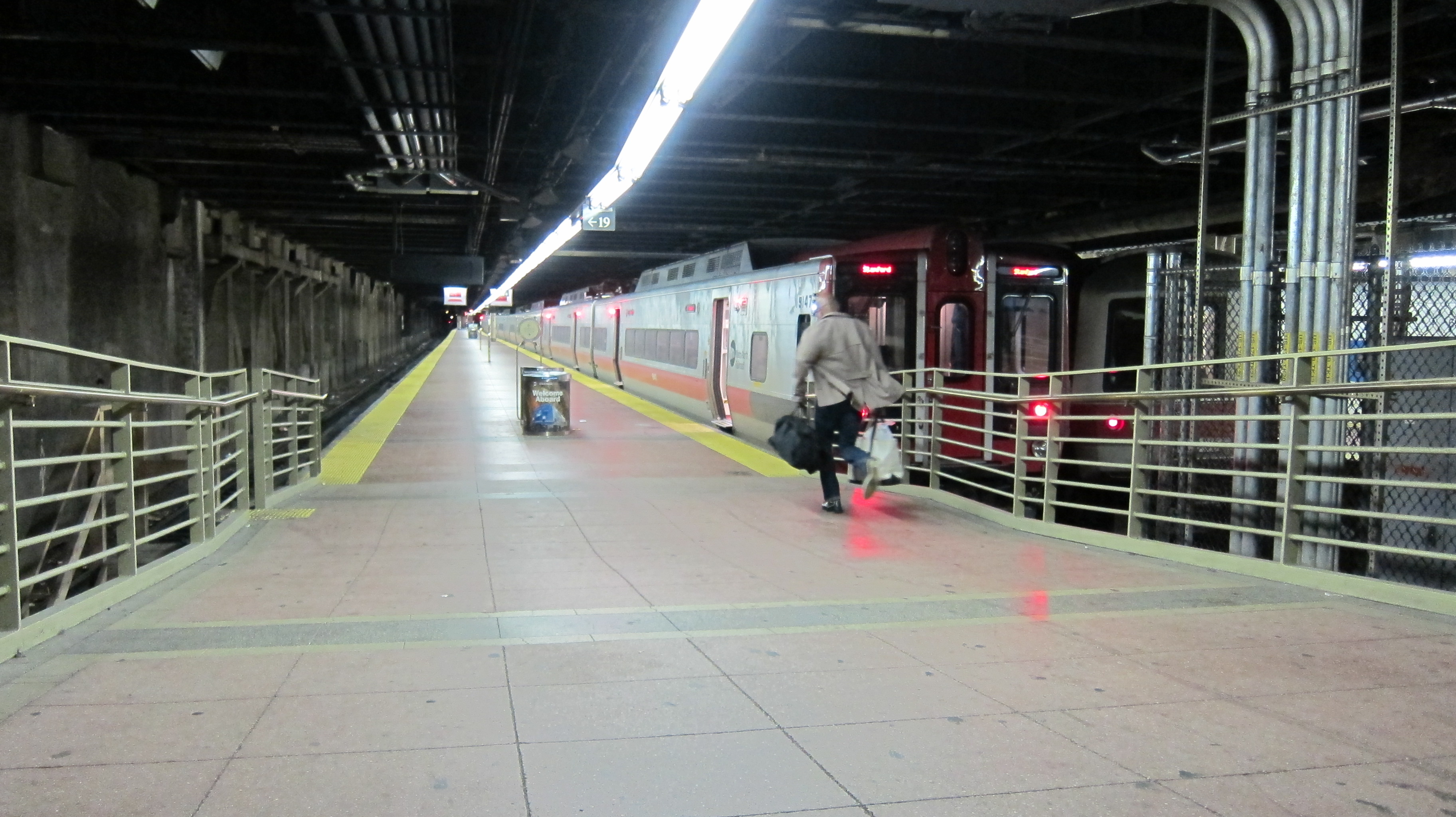
メトロノース鉄道のホームに停まる列車

116番線-125番線はロングアイランド鉄道の乗り入れプロジェクトイースト・サイド・アクセスのために撤去されることになっている。ロングアイランド方面の線路は、301-304番線および401-404番線の8線が新設される予定である。
その他にも、プライベート専用線、61番線が同駅の地下に存在する。これはもともと、フランクリン・ルーズベルト大統領のために建設されたもので、この線路専用の入り口とエレベーターが存在する。ルーズベルトの没後も時折使用されている。この路線はウォルドルフ＝アストリアへとつながっており:67、1929年のニューヨーク・タイムズに最初に記載されたが、最初に使用したのは1938年のジョン・パーシングである。
駅構内
駅舎の中央にあるメイン・コンコースは、東西84メートル (275 ft)、南北37メートル (120 ft)、天井高38メートル (125 ft)の大空間となっている:74。天井にはプラネタリウムを想像させる星座が描かれている:57。この星座を描くとき、鏡に映しながら描いたため裏返しの星座が描かれている。これは天球を外側から俯瞰した、神の視点による星座を表現している。これは、Whitney Warrenとポール・セザール・エリューによる発案で、James Monroe HewlettとCharles Basingが施工した。
朝夕は多くの人でごった返しており、待ち合わせ場所としてもよく使われる。コンコース内にはチケット販売ブースが設置されているが、現在では駅構内各所に散らばる券売機が主に用いられており、このブースは別の用途で用いられるようになっている。コンコースの中央には駅のメイン・インフォメーション・センターが置かれている。このインフォメーション・ブースの屋根の上には四面の真鍮の時計が設置されている。これはHenry Edward Bedfordによるデザインで、コネチカット州ウォーターバリーで鋳造された。四面のそれぞれの時計盤には直径61センチメートル (24 in)のオパール様のガラス（オパール・ガラスまたはミルク・ガラスとも呼ばれる）がはめ込まれている。都市伝説では、これは本物のオパールでサザビーズやクリスティーズは1000-2000万ドルの価値があると推定しているという話がある。ブース中央の大理石と真鍮でできた塔には秘密の隠し扉があり、内部には地下のインフォメーション・ブースへとつながる階段がある。
駅構内には、多くのショップやレストランが入居している。代表的なものは、アップル・ストアやオイスターバー（同駅内で最も古くから続いている店）、マイケル・ジョーダン・ステーキハウス、シェイク・シャックなどである。メイン・コンコースの地下はダイニング・コンコースとなっている。メイン・コンコースの東側にはグランド・セントラル・マーケットという食料品市場がある。また、ニューヨーク交通博物館の別館も同駅構内にある。
ヴァンダービルト・ホール (Vanderbilt Hall) は、メイン・コンコースの隣42丁目側にある多目的ホールである。出入り口はパーシング・スクエアの地点にある。その名前は、同駅の出資者で所有者であったヴァンダービルト家から付けられている。以前は駅のメインの待合室だったが、現在はクリスマス・マーケットや特別展示、またはプライベート・イベントなどを行うスペースとなっている。毎年1月にはトーナメント・オブ・チャンピオンズというスカッシュ大会が行われている。
キャンベル・アパートは、エレガントなカクテル・ラウンジで、43丁目とヴァンダービルト・アベニューのすぐ南に入り口がある。かつては1920年代の実力者ジョン・キャンベルのオフィスであった。これは13世紀のフィレンツェの宮殿のギャラリー・ホールを模して建設された。
グランド・セントラル・ノースは、45丁目から47丁目および48丁目の間にある同駅に通じるエリアである。
駅外装
42丁目側の正面ファサードには4.0メートル (13 ft)の時計が飾られており、この時計には世界最大級のティファニーのガラス細工がはめ込まれている。このガラス細工の周りは商業の栄光 (Glory of Commerce) と呼ばれる彫刻群が取り囲んでいる。この中の三体の像はミネルウァ、ヘラクレス、そしてメルクリウスを表している。この彫刻はフランスの彫刻家Jules-Felix Coutanによるデザインで、John Donnelly Companyによって制作された。1914年にこの彫刻が公開された時、この15メートル (48 ft)の三体の像は世界で最も大きい彫刻群であると見なされていた。

## 駅から発着している鉄道
- メトロノース鉄道（ニューヨーク市～アップステート・ニューヨーク／コネチカット州／ニュージャージー州）
  - ハドソン線
  - ハーレム線
  - ニューヘイブン線（ニュー・カナーン支線、ダンベリー支線含む）
- ロングアイランド鉄道
  - 本線（グランド・セントラル・マディソン駅）

## 隣接している駅
地下鉄
- ニューヨーク市地下鉄グランド・セントラル-42丁目駅
  - 4系統（レキシントン・アベニュー線急行）
  - 5系統（レキシントン・アベニュー線急行）
  - 6系統（レキシントン・アベニュー線各駅停車）
  - 7系統（フラッシング線各駅停車）
  - S系統（42丁目シャトル）

## 引き込み線
近隣にある高級ホテルであるウォルドルフ＝アストリアへの引き込み線がつながっており、過去にはフランクリン・D・ルーズベルト大統領やアドレー・スティーブンソン国連大使などが使用していたが、現在は使用されていない。

## 周辺施設
- クライスラー・ビル
- ヘルムズリー・ビル
- メットライフ・ビル
- ワン・ヴァンダービルト

## 日本人にとってのグランド・セントラル駅
在留日本人には、しばしば「グラセン」との略称で呼ばれる。
グランドセントラル駅から発着するメトロノース鉄道沿線、ウエスト・チェスター郡などは住環境が良好であり、日本人駐在員なども多く居住している。1980年代後半頃には、グランドセントラル駅を夜10時半から11時頃に出発する電車には、それら郊外の住宅地に帰宅する日本人ビジネスマンの姿が多く見られ、「オリエント・エクスプレス」とも揶揄された。それらのビジネスマンは電車内で、そろって日本経済新聞を読んでいたという。

## ギャラリー

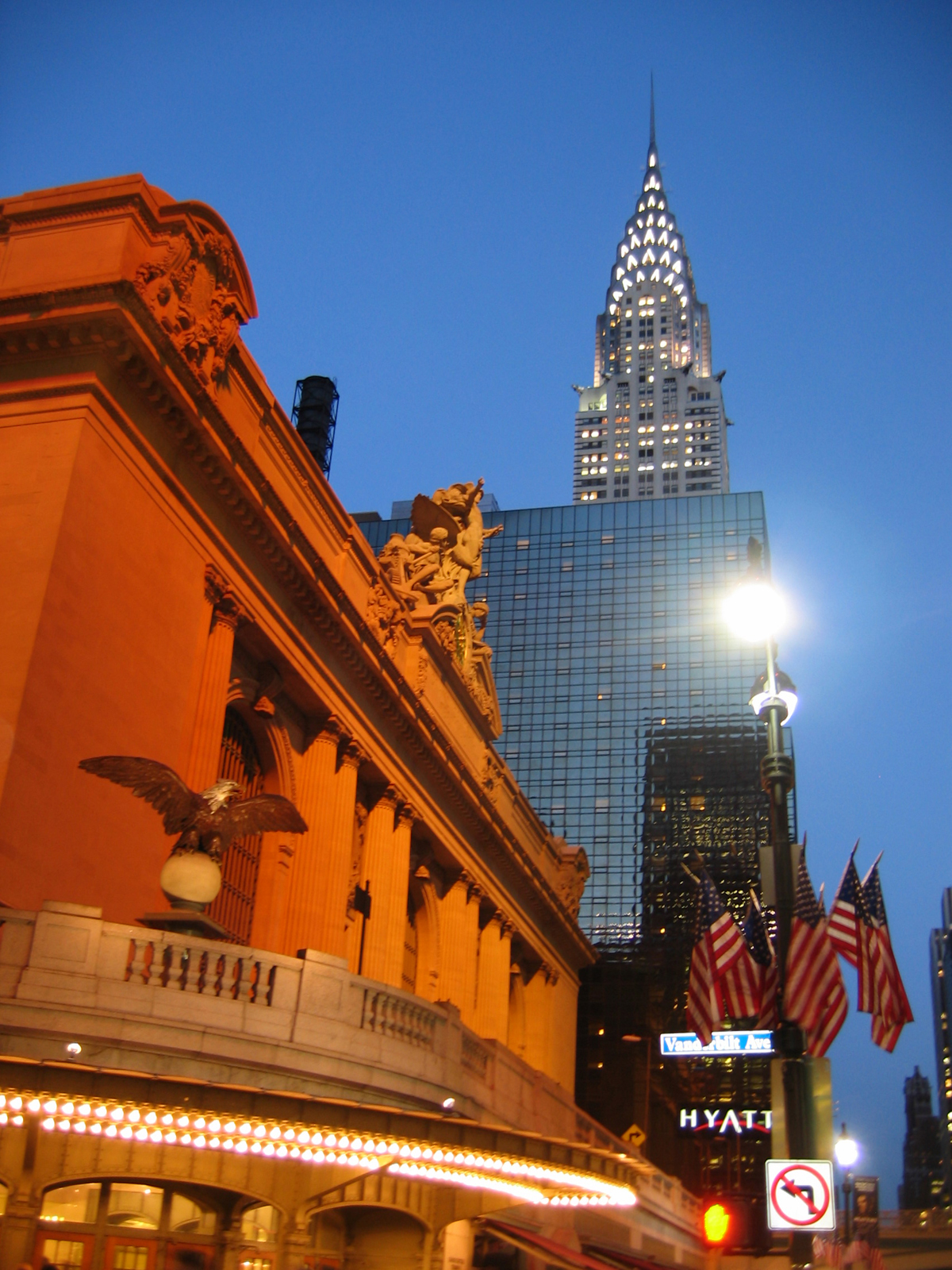
グランド・セントラル駅（後ろに見えるのはクライスラー・ビル）
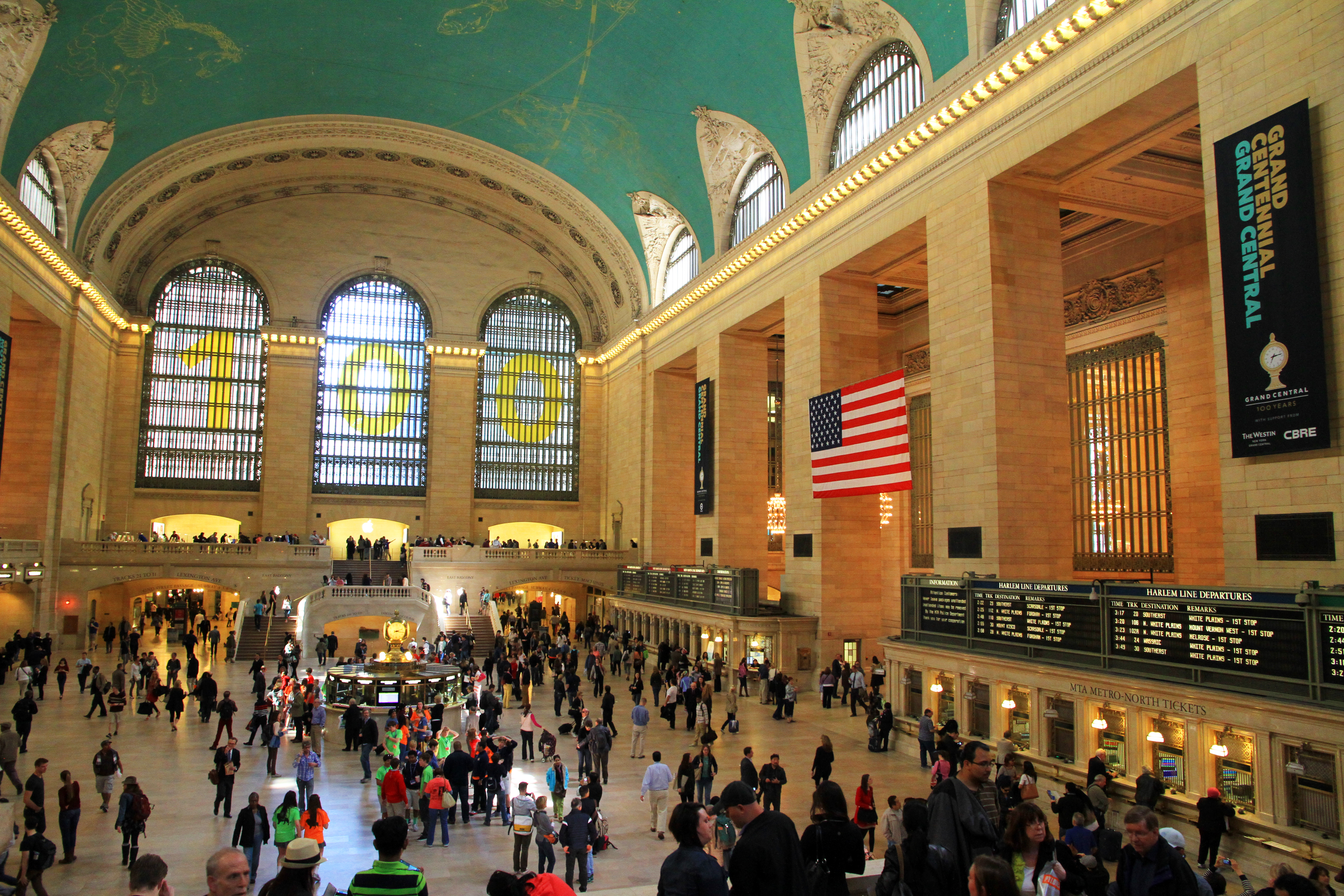
メイン・コンコース
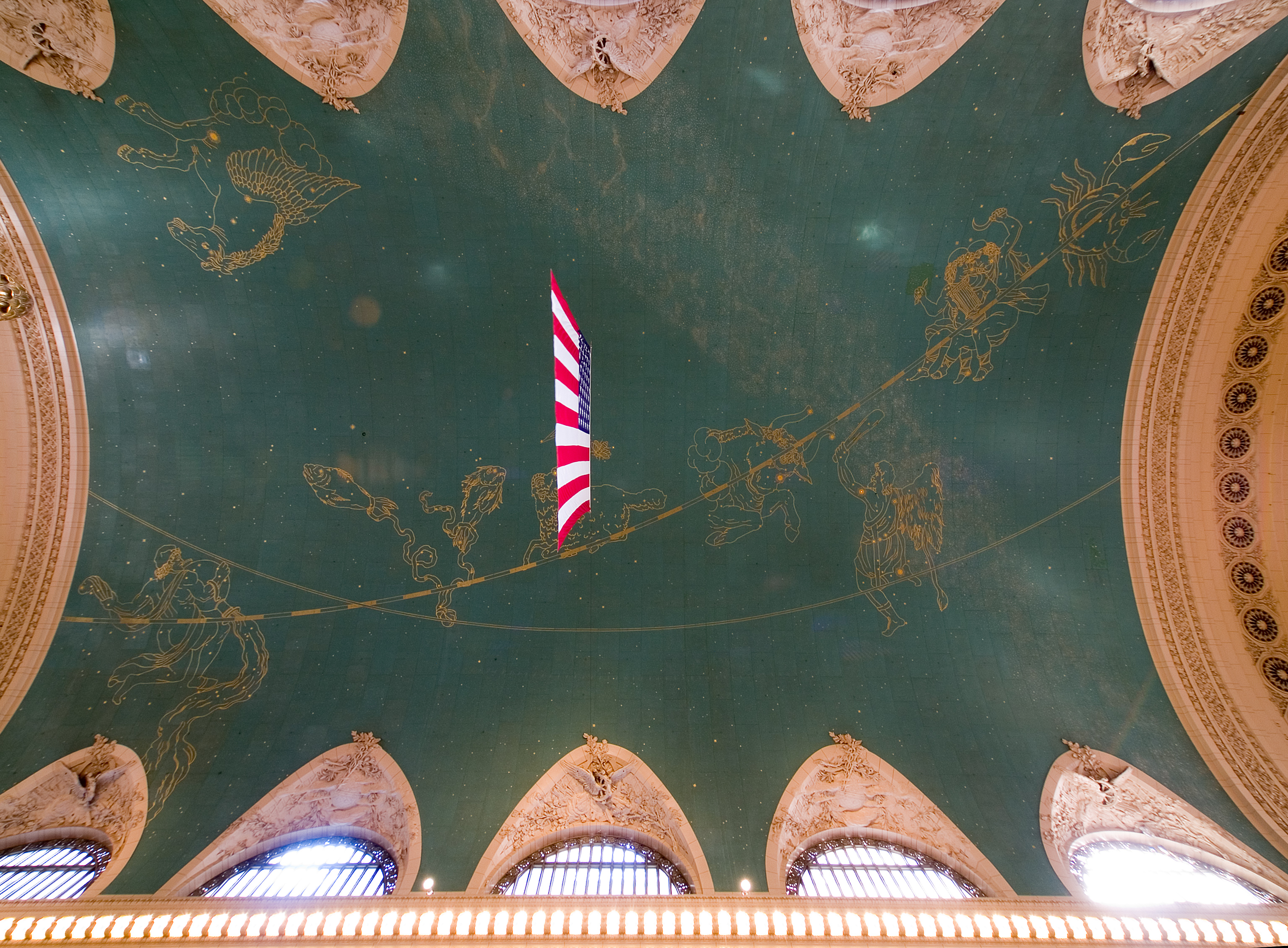
星座の描かれた天井
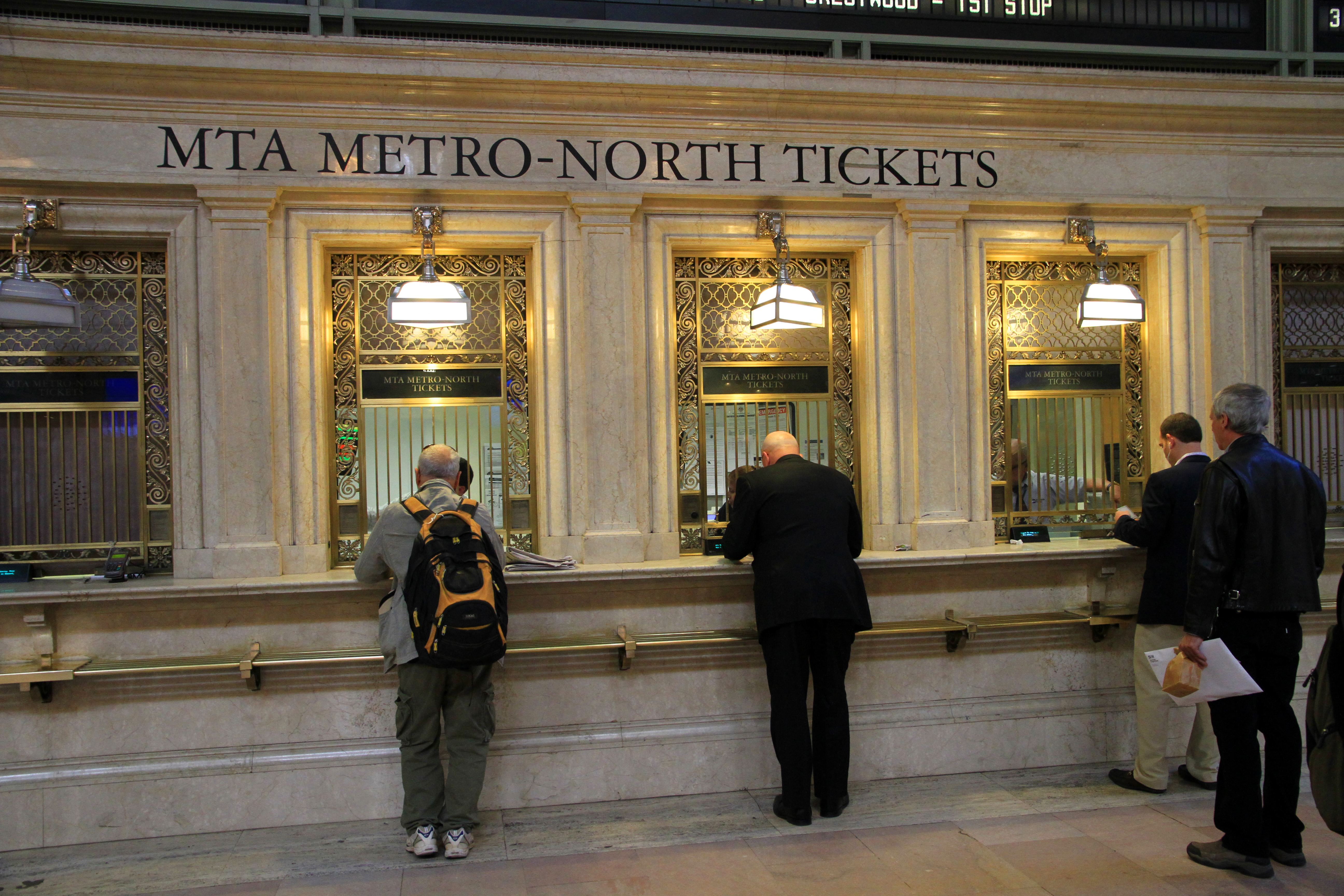
チケット・ウインドウ
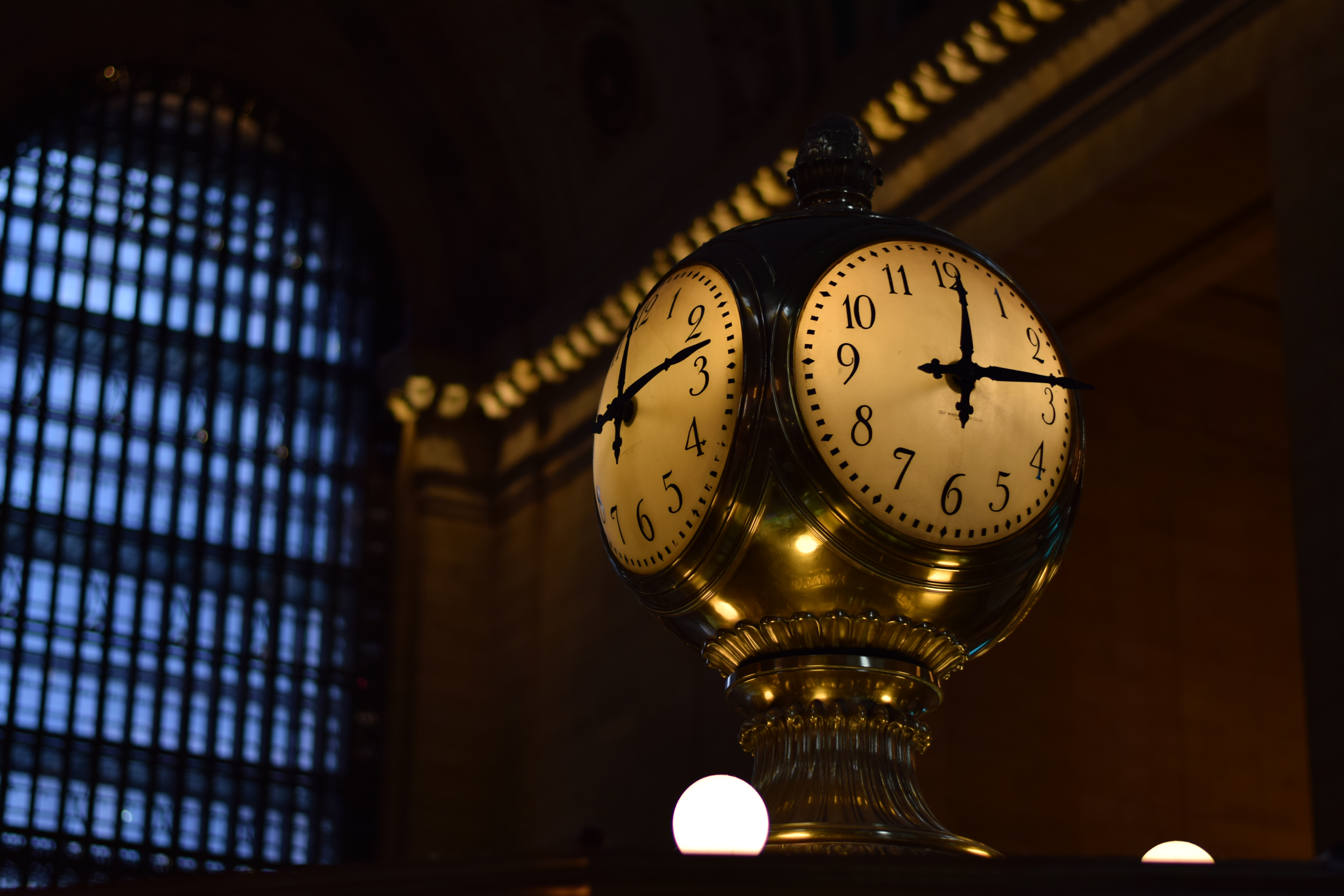
真鍮の時計
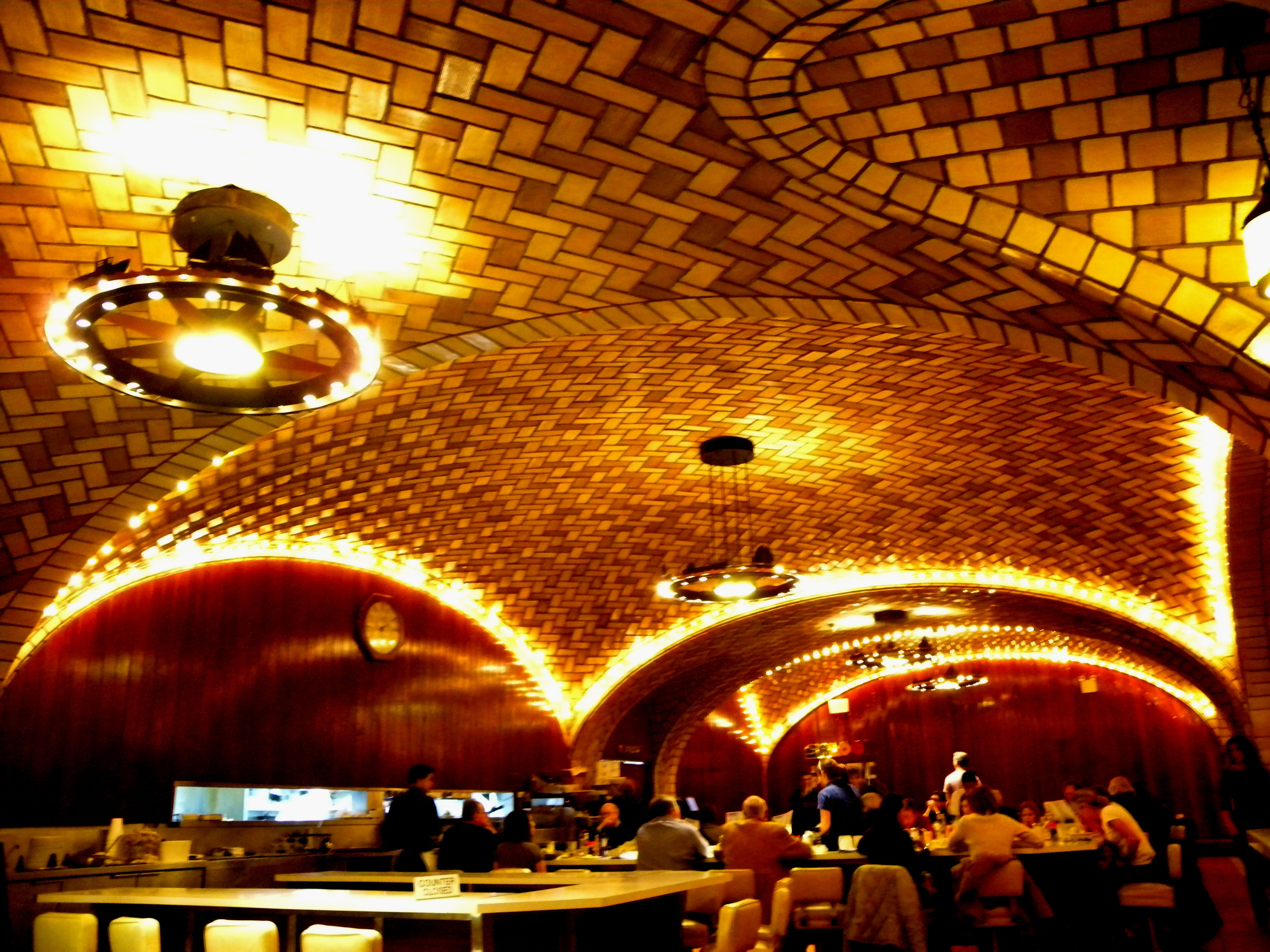
オイスター・バー
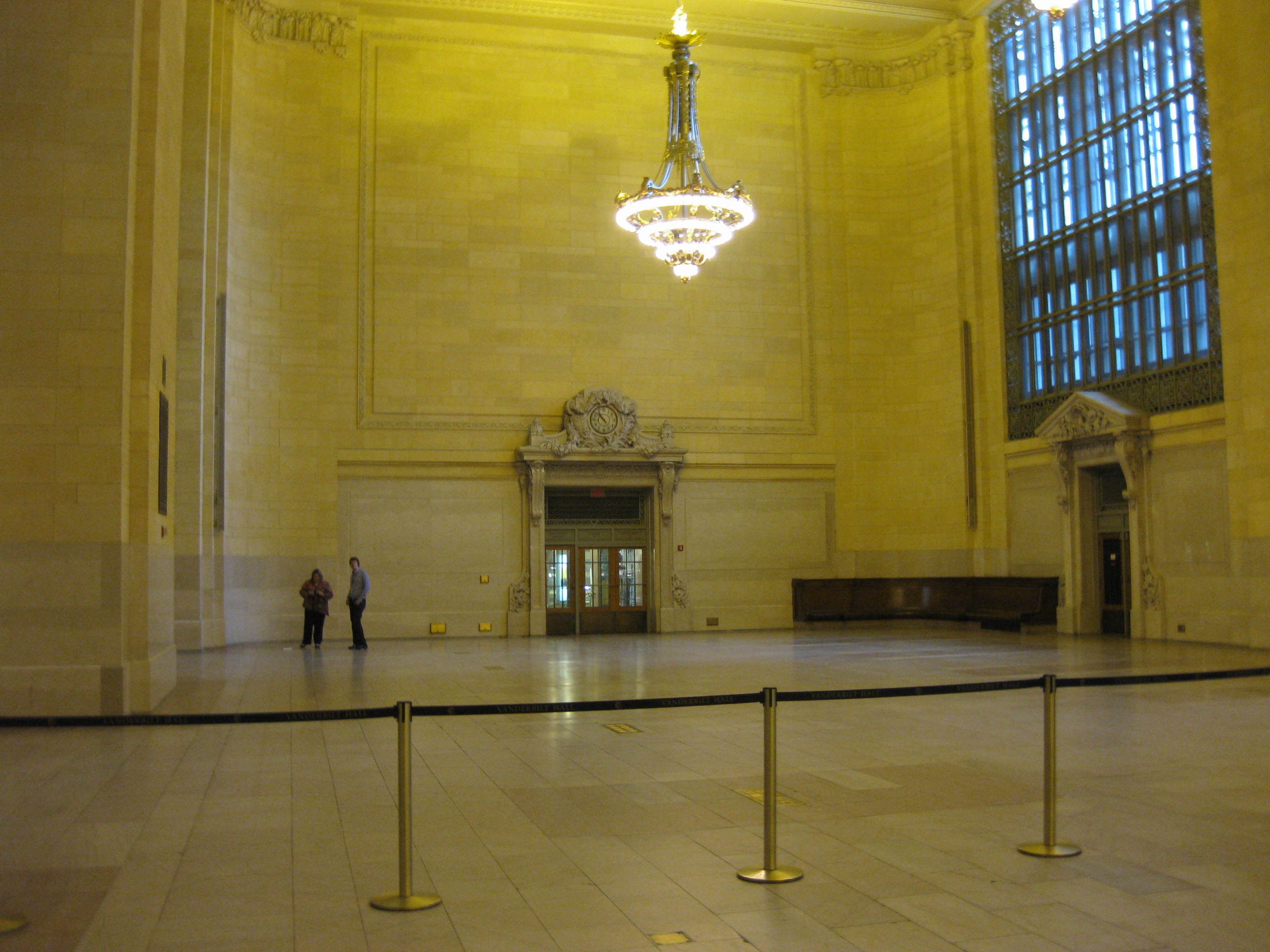
ヴァンダービルト・ホール
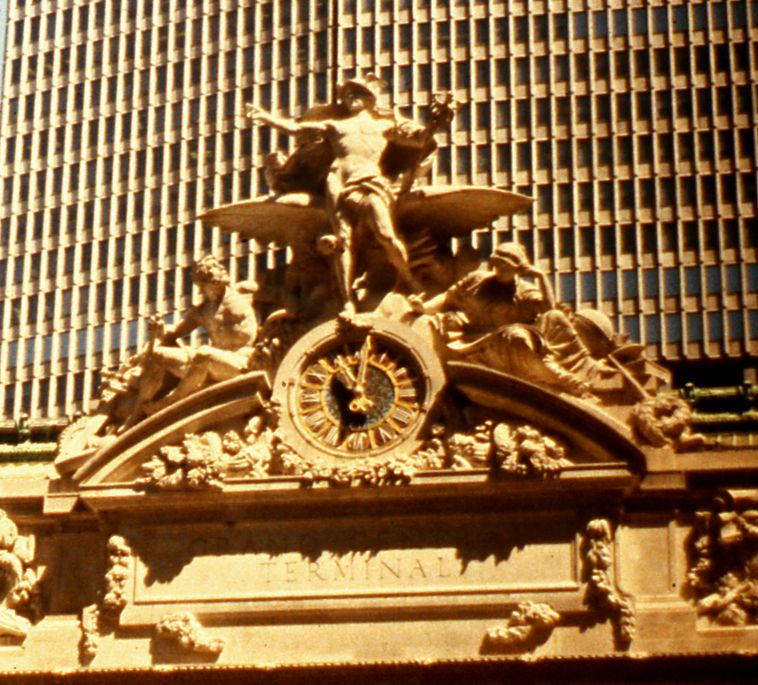
彫刻 Glory of Commerce